# Anna Finocchiaro
Pour les articles homonymes, voir Finocchiaro.
Anna Finocchiaro, née le 31 mars 1955 à Modica, est une femme politique italienne, membre du Parti démocrate (PD), après avoir milité au Parti communiste italien et au Parti démocrate de la gauche.
Elle est ministre à deux reprises, pour l’Égalité des chances dans le gouvernement Prodi I (1996-1998) et pour les Rapports avec le Parlement dans le gouvernement Gentiloni (2016-2018).

## Biographie

### Formation et parcours professionnel
Diplômée en droit, elle devient en 1981 fonctionnaire de la Banque d'Italie dans la filiale de Savone. Juge unique à Leonforte de 1982 à 1985, elle est ensuite substitut du procureur de la République au tribunal de Catane jusqu'à 1987.

### Débuts en politique: du PCI au PDS
Cette année-là, elle est élue députée de la vingt-neuvième circonscription, qui comprend la province de Catane, sous les couleurs du Parti communiste italien (PCI). Elle fait son entrée l'année suivante au conseil communal du chef-lieu éponyme de la province.
Lorsque le PCI se transforme en Parti démocrate de la gauche (PDS), en 1991, elle reste au sein de la formation ainsi créée. Elle est réélue à la Chambre des députés l'année suivante, puis en 1994, dans la nouvelle vingt-cinquième circonscription, qui correspond à l'ancienne vingt-neuvième.
Les 15 et 16 avril 1994, après les élections générales gagnées par la droite, elle est désignée candidate à la présidence de la Chambre des députés par l'opposition de centre-gauche mais est finalement battue par la députée de la Ligue du Nord Irene Pivetti, dont la candidature est appuyée par le chef de la nouvelle majorité Silvio Berlusconi.

### L'ascension et le gouvernement
À la suite de la victoire de L'Olivier aux élections générales du 21 avril 1996, Romano Prodi est nommé président du Conseil des ministres. Le 17 mai suivant, Anna Finocchiaro, réélue députée, est désignée ministre sans portefeuille pour l'Égalité des chances, fonction nouvellement créée. Elle devient membre des Démocrates de gauche (DS), issus de l'union du PDS et d'autres petits partis, lors de leur fondation, le 13 février 1998.
Quand Massimo D'Alema, fondateur des DS, remplace Prodi, le 21 octobre 1998, elle n'est pas reconduite au gouvernement. Le 5 novembre suivant, elle est portée à la présidence de la commission de la Justice de la Chambre.

### De la Chambre des députés au Sénat
Aux élections générales du 13 mai 2001, remportées par la Maison des libertés (CDL) de Silvio Berlusconi, elle conserve son mandat à la chambre basse. Toutefois, à l'occasion des élections générales des 9 et 10 avril 2006, elle est élue au Sénat de la République, en Sicile.
Alors que L'Union, coalition de centre-gauche menée par Prodi, remporte une majorité très courte à la chambre haute, elle devient présidente du groupe de L'Olivier, qui rassemble les DS et Démocratie et liberté - La Marguerite (DL). Le 14 octobre 2007, les deux partis fusionnent et créent le Parti démocrate (PD), dont elle préside le groupe sénatorial.
Réélue, mais en Émilie-Romagne, à l'occasion des élections générales anticipées des 13 et 14 avril 2008, elle conserve la présidence du groupe démocrate. À l'issue des élections générales de 24 et 25 février 2013, au cours desquelles elle est élue dans les Pouilles, elle est initialement présentée par le PD pour prendre la présidence du Sénat, ce qui serait une première pour une femme en Italie.
Cependant, afin de s'attirer le soutien des élus du Mouvement 5 étoiles (M5S), la direction du parti lui préfère finalement l'ancien procureur anti-mafia Pietro Grasso, qui obtient une quinzaine de voix du M5S lors de l'élection, le 16 mars. Trois jours plus tard, Luigi Zanda la remplace à la présidence du groupe sénatorial.
Le 12 décembre 2016, elle devient ministre des Rapports avec le Parlement dans le gouvernement Gentiloni.